# Peso supermediano
El Peso supermediano o peso mediopesado junior es una categoría competitiva del boxeo y otros deportes de combate, que agrupa a competidores de peso intermedio. En el boxeo, solo existe en la práctica profesional, abarcando a los púgiles que pesan más de 72,574 kilos (160 lb) y menos de 76,205 kilos (168 lb). 
En el boxeo profesional la categoría inmediata anterior es el peso mediano y la inmediata superior el peso mediopesado.

## Historia
Ya en la década de 1970 comenzó a surgir en Estados Unidos el interés por crear una categoría entre el peso mediano y el peso mediopesado, y algunos estados reconocieron una categoría denominada "peso mediopesado junior", con límite de peso en las 167 libras (75,75 kilos), organizando incluso "peleas por el título mundial", que consagraron como tales a Don Fullmer, Billy Douglas y Danny Brewer, aunque finalmente no han sido reconocidos como tales.
El origen de la categoría tal como está organizada actualmente, se remonta a 1984, cuando Murray Sutherland venció Ernie Singletary en el primer combate por el título mundial, organizado por la Federación Internacional de Boxeo (IBF). En 1987, se realizó la primera pelea por el título en la versión de la Asociación Mundial de Boxeo (WBA), en la que Chong Pal Park venció Jesús Gallardo. En 1988, el Consejo Mundial de Boxeo (WBC) coronó a su primer campeón, cuando Sugar Ray Leonard venció a Donny Lalonde, en una pelea que también ponía en juego la corona de peso mediopesado.
En la década de 1990 se produjeron enfrentamientos clásicos entre británicos e irlandeses, como Nigel Benn, Chris Eubank y Michael Watson, que incluyó dos peleas memorables y una trágica entre Eubank y Watson, el 21 de septiembre de 1991, cuando este último quedó seriamente lesionado por los golpes, sin recibir atención médica durante más de 30 minutos debido a la falta de personal médico en el estadio; Watson permaneció 40 días en coma y fue objeto de seis operaciones de cerebro.
A mediados de la década de 1990 surgió Joe Calzaghe, quién se consagraría campeón en 1997, sin ser vencido en más de diez años, y 21 defensas y unificando el título frente a Mikkel Kessler el 3 de noviembre de 2007.
Entre los años 2009 y 2011, la división era una de las más activas en el boxeo con gente como Lucian Bute, Andre Ward, Andre Dirrell, Carl Froch , Mikkel Kessler, Anthony Mundine, Arthur Abraham, Robert Stieglitz, Sakio Bika, Allan Green, Jesse Brinkley, Librado Andrade, Edison Miranda y Jermain Taylor. Esto se mostró con Showtime's, Super Six World Boxing Classic que buscó encontrar al mejor supermediano del mundo en ese momento. Andre Ward derrotó a Carl Froch por decisión unánime y ganó el torneo a finales de 2011.
El 6 de noviembre de 2021, Canelo Álvarez se convirtió en el primer campeón indiscutido de la división.

## Mujeres
En el boxeo profesional no existen diferencias entre varones y mujeres, en lo relativo a los límites entre las categorías, con la aclaración que entre las mujeres no existe la categoría de peso crucero y por lo tanto la categoría máxima es peso pesado, que tiene un límite inferior menor.

## "Campeones Mundiales Profesionales"
| Campeones recientes de peso supermediano | Campeones recientes de peso supermediano | Campeones recientes de peso supermediano | Campeones recientes de peso supermediano | Campeones recientes de peso supermediano | Campeones recientes de peso supermediano |
| Asociación                               | Desde                                    | Campeón                                  | País                                     | Récord                                   | Defensas                                 |
| ---------------------------------------- | ---------------------------------------- | ---------------------------------------- | ---------------------------------------- | ---------------------------------------- | ---------------------------------------- |
| WBC                                      | 19 de diciembre de 2020                  | Canelo Álvarez                           | México                                   | 61–2–2 (39 K.O.)                         | 7                                        |
| WBC (Interino)                           | 15 de junio de 2024                      | David Benavidez                          | Estados Unidos                           | 29–0–0 (24 K.O.)                         | 2                                        |
| WBA (Super)                              | 19 de diciembre de 2020                  | Canelo Álvarez                           | México                                   | 61–2–2 (39 K.O.)                         | 7                                        |
| WBA (Interino)                           | 8 de agosto de 2020                      | David Morrell (boxer)                    | Cuba                                     | 10–0–0 (9 K.O.)                          | 7                                        |
| The Ring Magazine                        | 19 de diciembre de 2020                  | Canelo Álvarez                           | México                                   | 61–2–2 (39 K.O.)                         | 7                                        |
| WBO                                      | 8 de mayo de 2021                        | Canelo Álvarez                           | México                                   | 61–2–2 (39 K.O.)                         | 5                                        |
| IBF                                      | 6 de noviembre de 2021                   | Canelo Álvarez                           | México                                   | 61–2–2 (39 K.O.)                         | 4                                        |
| IBO                                      | 9 de diciembre de 2022                   | Osleys Iglesias                          | Cuba                                     | 11–0–0 (10 K.O.)                         | 3                                        |